# Divinolândia (kommun)
Divinolândia är en kommun i Brasilien.   Den ligger i delstaten São Paulo, i den sydöstra delen av landet, 700 km söder om huvudstaden Brasília. Antalet invånare är 11 209.
Följande samhällen finns i Divinolândia:
- Divinolândia

Omgivningarna runt Divinolândia är en mosaik av jordbruksmark och naturlig växtlighet. Runt Divinolândia är det ganska tätbefolkat, med 129 invånare per kvadratkilometer.